# Ten Esschen (buurtschap)

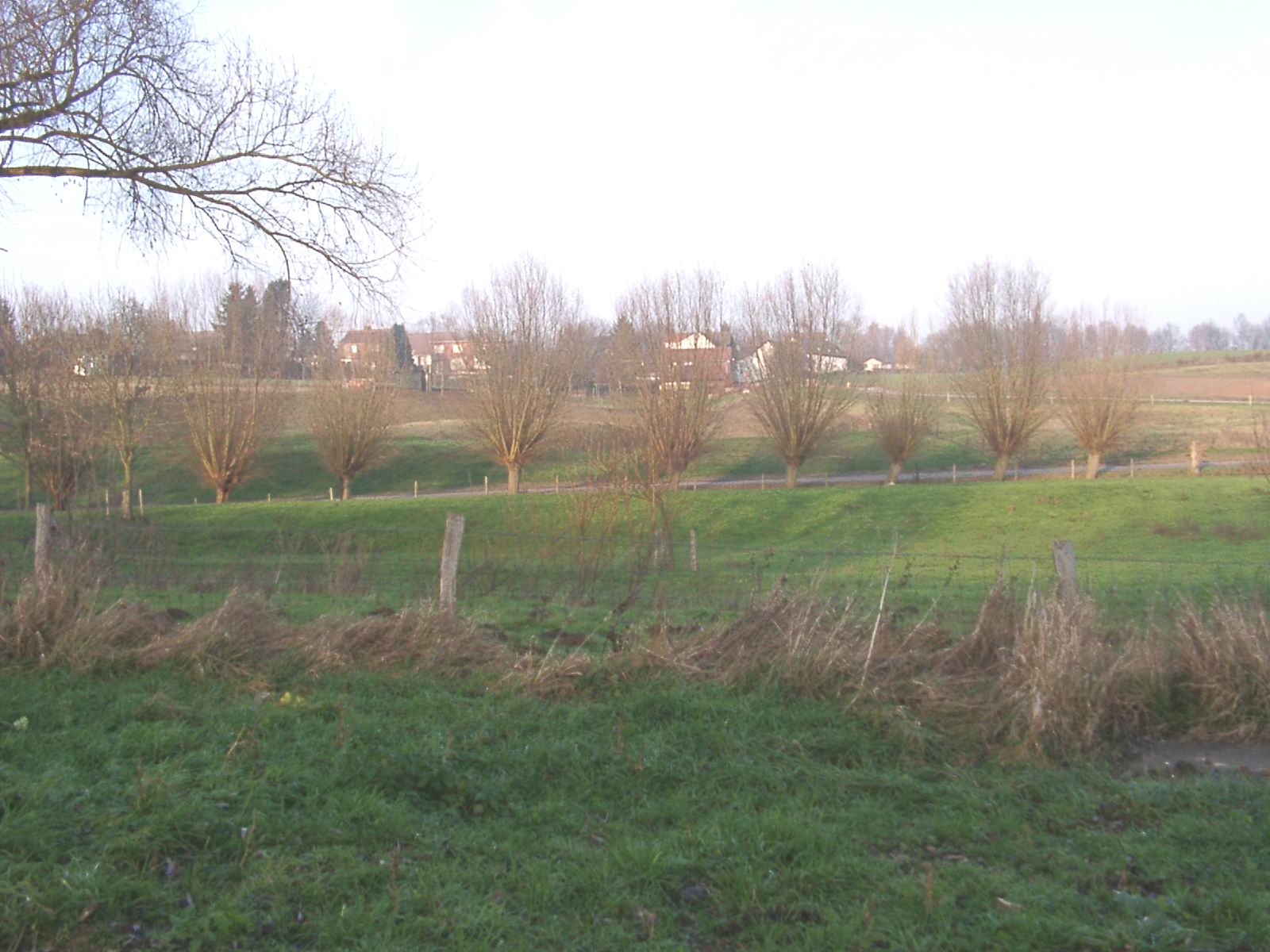
Blik op Ten Esschen vanuit zuidelijke richting

Ten Esschen (Limburgs: Genessche) is een plaats in het zuidoosten van de Nederlandse provincie Limburg. Het is een buurtschap binnen de gemeente Heerlen, ingesloten tussen de autowegen A76 en N281, grenzend aan de gemeentes Beekdaelen en Voerendaal. Het ligt op een heuvelrug, met aan de zuidwestelijke kant het kronkelende Geleenbeekdal en aan de noordoostelijke kant het industrieterrein Ten Esschen en de Woonboulevard Heerlen.

## Statistische gegevens
- 166 bewoners, 67 gezinnen, 61 woningen (stand 2005)
- 93,5 meter boven NAP
- totale oppervlakte van 191 hectare verdeeld over 36% landbouwgronden, 8% bos, 3% recreatie, 36% bebouwd en 17% verkeer

## Geschiedenis
De buurtschap, die haar naam te danken heeft aan leengoed Ten Esschen omvat aan de zuidkant naast de woonkern Ten Esschen de voormalige leengoederen De Struyver en Prickenis (voor de gemeentelijke herindeling per 1 januari 1982 horende bij de gemeente Voerendaal) en in noordelijke richting de Esschenweg, vroeger Overlotbroek en Esschenberg (voor de gemeentelijke herindeling per 1 januari 1982 horende bij de gemeente Hoensbroek).

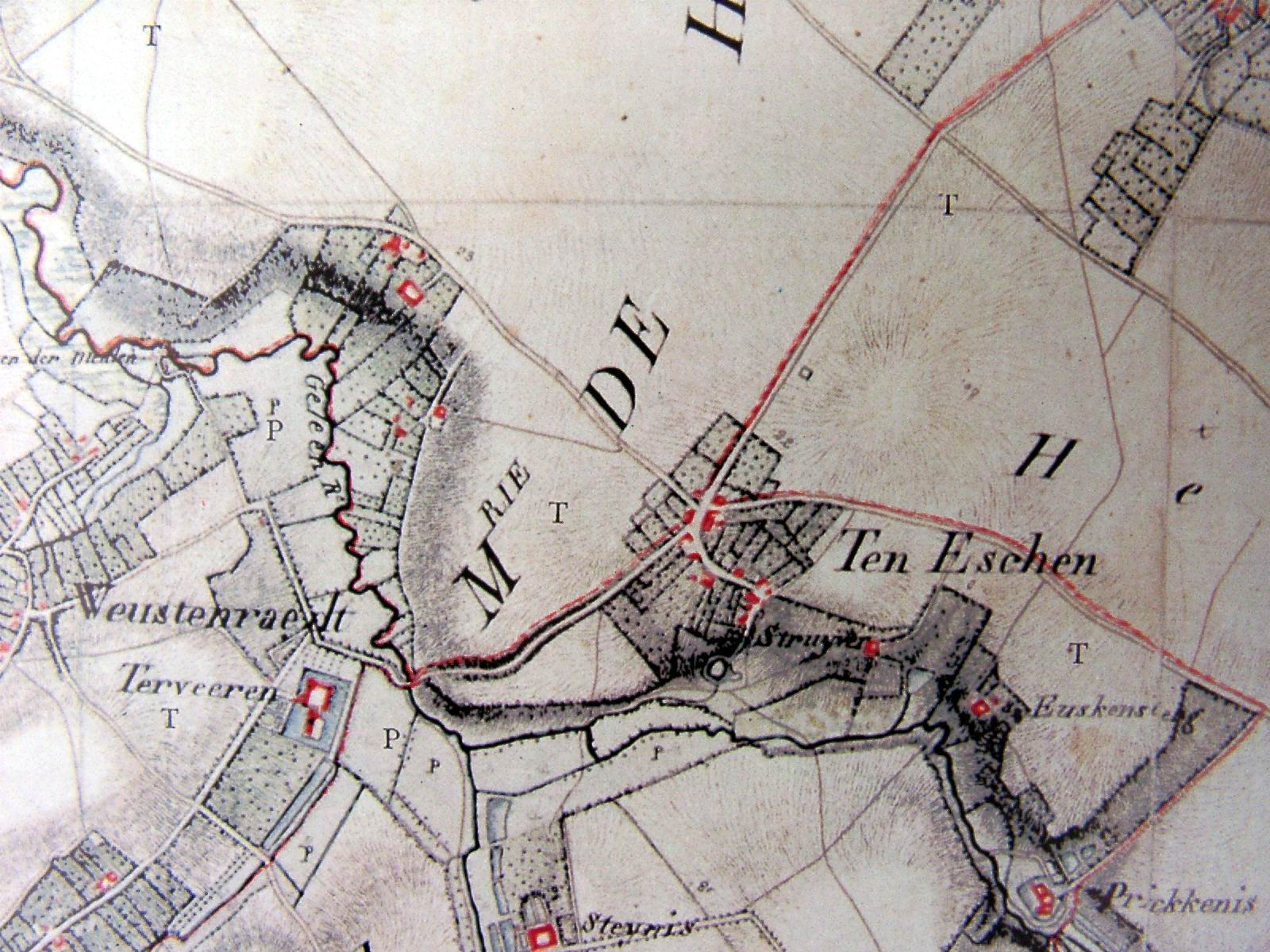
Tranchotkaart uit 1803–1807

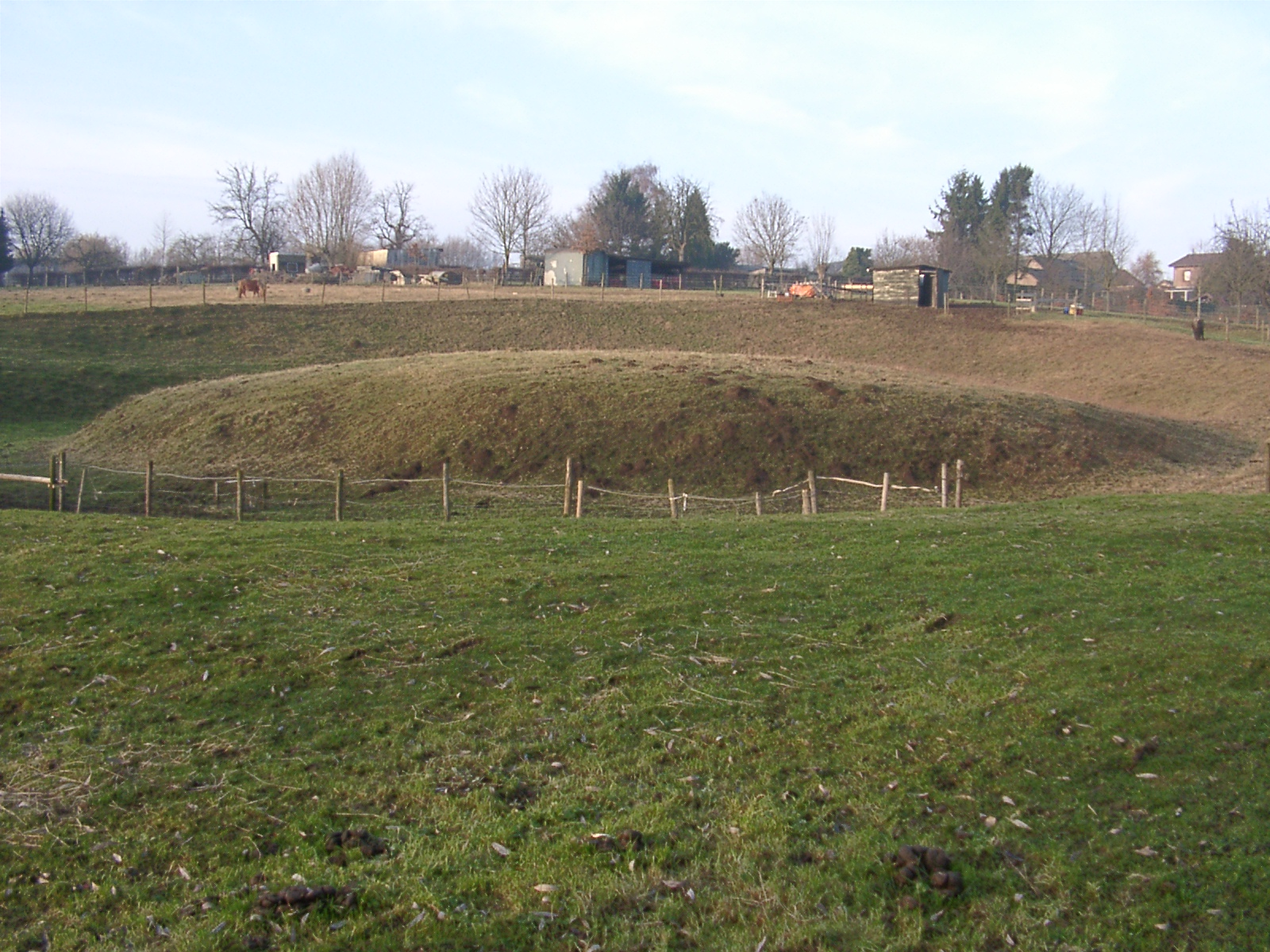
De abschnittsmotte Struyver, middeleeuwse kasteelheuvel

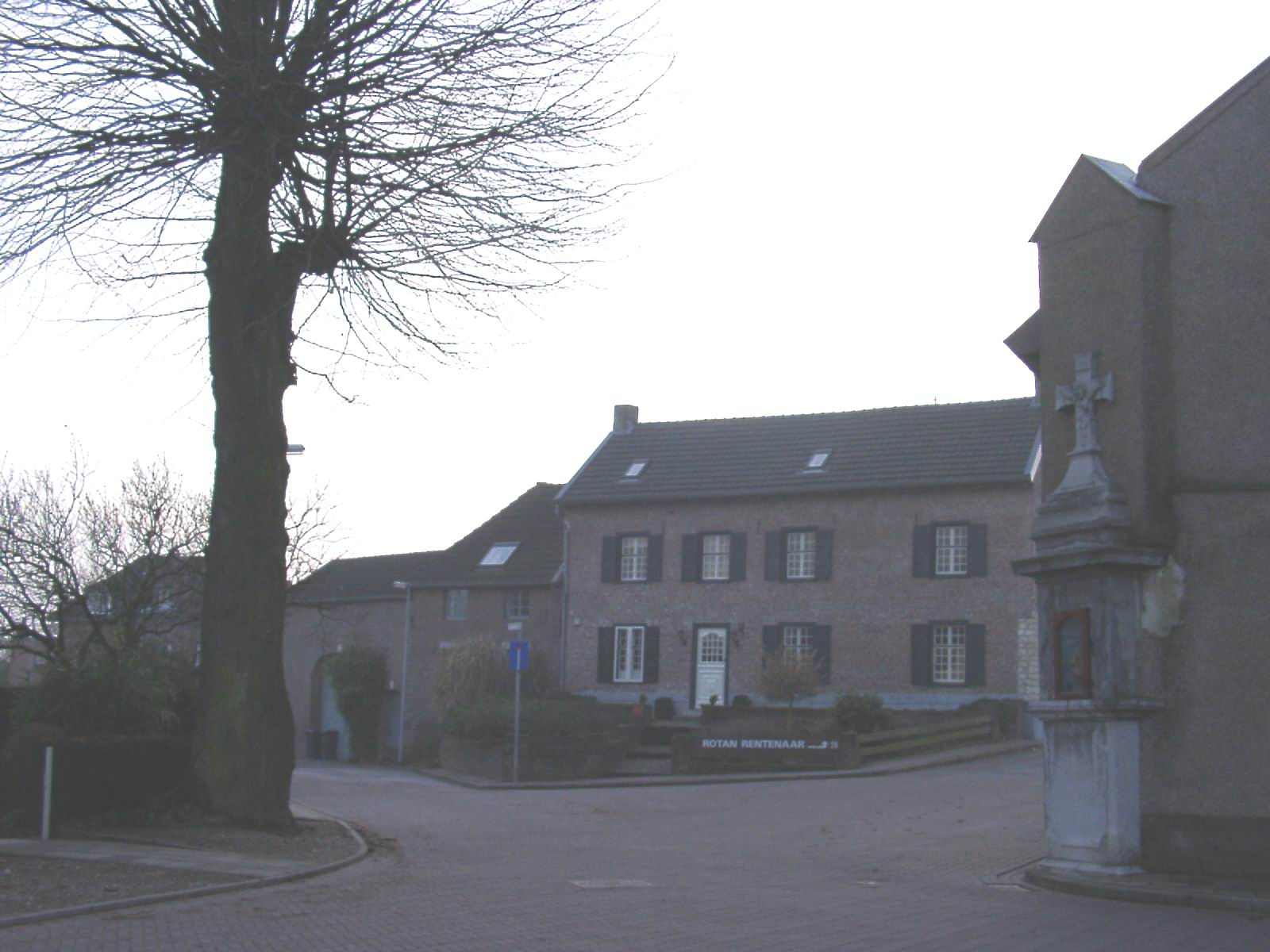
kruispunt op Ten Esschen

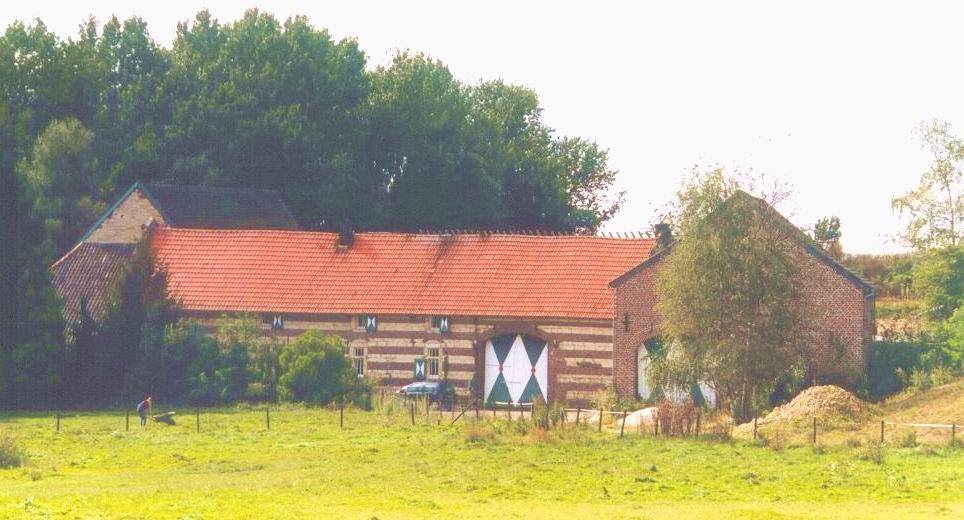
kasteelhoeve den Struyver

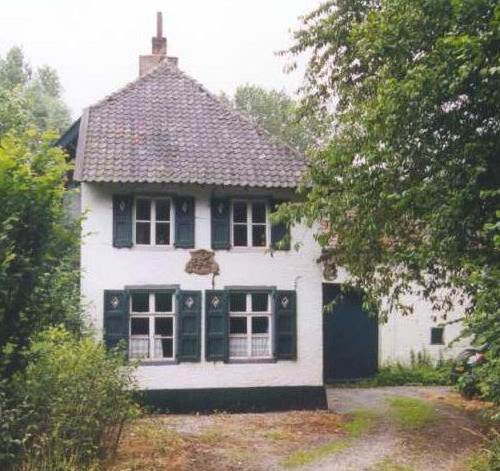
Huis Prickenis

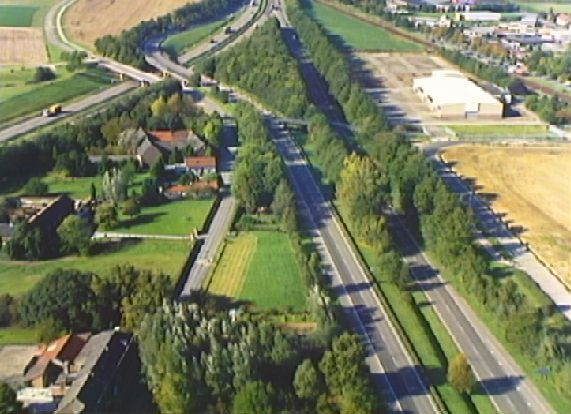
Noordkant Ten Esschen met A76 en N281

De vroegste vondsten stammen uit de prehistorie, in de humusrijke gronden langs de Geleenbeek werd een hoorn van een oeros gevonden. Vondsten van Romeinse resten tonen aan dat al vroege bewoning aanwezig was. Romeinse villa's en bebouwing in de nabije omgeving zijn te vinden in Heerlen, Voerendaal, Retersbeek, Weustenrade en Swier. Het deels aangetoonde oost-west tracé van de Romeinse handelsweg van Keulen via Jülich liep over Ten Esschen naar Voerendaal bij Ten Hove langs een groot Romeinse Villa complex waar het aansluiting had op de Via Belgica.
Deze twee kilometer zuidelijker gelegen belangrijke militaire Romeinse verkeersader Via Belgica verbond Colonia Claudia Agrippensia (Keulen) met Boulogne-sur-Mer.
In noord-zuid richting liep een secundaire Romeinse verbindingsweg vanuit Coriovallum (Heerlen) langs Ten Esschen via Gangelt en Geilenkirchen naar Colonia Ulpia Traiana, het huidige Xanten.

### Motte
Het uit de vroege middeleeuwen stammende Rijksmonument is goed bewaard gebleven.
Een motte of kasteelheuvel is een kunstmatig opgeworpen heuvel omgeven door een gracht waarop een versterkte "Romeinse wachttoren", verdedigings- of uitzichttoren stond. Het was de voorloper van de later verdwenen kasteelboerderij van Ten Esschen waarvan de carréboerderij Struyver de opvolger werd. Vanaf de middeleeuwen was Ten Esschen evenals de goederen Geytzbach (verdwenen), Prickenis en De Struyver een Keurkeuls leengoed liggend in de Heerlijkheid en Hoofdbank Heerlen (hoofdbank is de schepenbank, gerechtshof met de hoogste rechterlijke macht in een gebied).
De grondeigenaar en landsheer was echter de Bisschop van Keulen waar de leengoederen toe behoorden.

### Hoeve Ten Esschen
Centrum van de woonkern. In de 14e eeuw wordt Reyner Van den Esschen als leenman genoemd en in 1519 Lens van Esschen. Goert Ubachs koopt van Hendrik van den Esschen het keurkeulse leengoed Ten Esschen, hij verpandde deze hoeve op 3 januari 1554. Heyntgen Ubachs, geboren rond 1535, gehuwd met Lysken van den Esschen, komt samen met zijn broers en zussen op 1 augustus 1559 in bezit van het leengoed Ten Esschen met bijbehorende weilanden en landerijen, de familie Ubachs had familiaire banden met het riddergeslacht Van Reterbeek, de latere graven van Schaesberg afkomstig van het nabijgelegen kasteel Retersbeek. In 1755 en 1774 werd hoeve Ten Esschen slachtoffer van overvallen door de roversbende bokkenrijders. De Hoeve lag op het kruispunt van de weg Heerlen – Sittard en Voerendaal – Hoensbroek.
Door de aanleg van de stadsautoweg, de N281 kwam de hoeve in gedrang, verviel en werd in 1975 gesloopt. Nu bevindt zich daar de parkeerplaats van een sportcentrum.

### Den Struyver
In het jaar 1500 werd voor het keurkeuls leenhof te Valkenburg Johann von Benssenraide beleend met het oorspronkelijke leengoed met motteburcht of kasteelhoeve Den Struyver zu Geisbach. Na zijn dood in 1543 werd zijn schoonzoon Johann von Schwarzenberg met goed beleend. De huidige carréboerderij werd in 1742 door de Heer van Terworm Baron Wynand Theodor van Wijlre gebouwd, mogelijk als opvolger van een vervallen eerdere hoeve.

### Prickenis
Ook Klein Geisbach genaamd, voormalig riddergoed. In 1381 werd Koenraad Prick van Geijsbach leenman van het leengoed. Prickenis ligt nu verscholen in het groen nabij de moderne Heerlense Woonboulevard.

### Overlotbroek
Noordelijk deel van Ten Esschen horende bij de Heerlijkheid Hoensbroek, kleine woonkern met van oorsprong twee 17e-eeuwse carréboerderijen, waaronder de Berghof in de 19e eeuw in bezit van de families Widdershoven en Prickartz.
Bij de gemeentelijke herindeling per 1 januari 1982 werd geheel Ten Esschen bij de gemeente Heerlen gevoegd.

## Infrastructuur
Door de aanleg van de autosnelweg A76 en de eerdere stadsautoweg/Antwerpseweg N281 kwam Ten Esschen geïsoleerd tussen de twee autowegen en een spoorlijn terecht. De voetgangers-/fietsers-baileybrug vormt via de overweg in de spoorverbinding Heerlen – Sittard bij het nabijgelegen station Hoensbroek een verbinding met het Hoensbroekse achterland.
De doorgaande Esschenweg vormt een noordelijke verbinding met Hoensbroek en Nuth, de doorkruisende Beersdalweg volgt richting Heerlen en Voerendaal.
Aan de noordoostelijke kant vinden we het stedelijke en industriële gebied van de voormalige gemeente Hoensbroek met het nabijgelegen kasteel Hoensbroek, ten zuidoosten de Woonboulevard van Heerlen met zuidelijker de stad.
De westkant is het groene Geleenbeekdal met de zuid en westelijk gelegen woonkernen Voerendaal, Retersbeek, Weustenrade en Swier.

## Bezienswaardigheden
- Wegkapel Ten Esschen

### Kapel van Ten Esschen
De Onze-Lieve-Vrouw-van-de-Rozenkranskapel werd in 1948 ingezegend door Bisschop Lemmens van Roermond, toegewijd aan O.L. Vrouw Koningin van de Heilige Rozenkrans, opgericht door bewoners van Ten Esschen als dank voor het gevrijwaard blijven van oorlogsgeweld gedurende de Tweede Wereldoorlog.

### Cenotaaf
uit 1767, een cenotaaf is een grafteken dat wordt opgericht ter nagedachtenis aan overledenen van wie het stoffelijk overschot elders verkeert of onvindbaar is. (volgens de overlevering is het dochtertje van een gravin door een ongeval met een koets op deze plek overleden)

### Motte
De motte, een vroegmiddeleeuwse kasteelheuvel, archeologisch rijksmonument, door een in 2005 aangelegd fiets- en wandelpad goed zichtbaar en te bereiken.

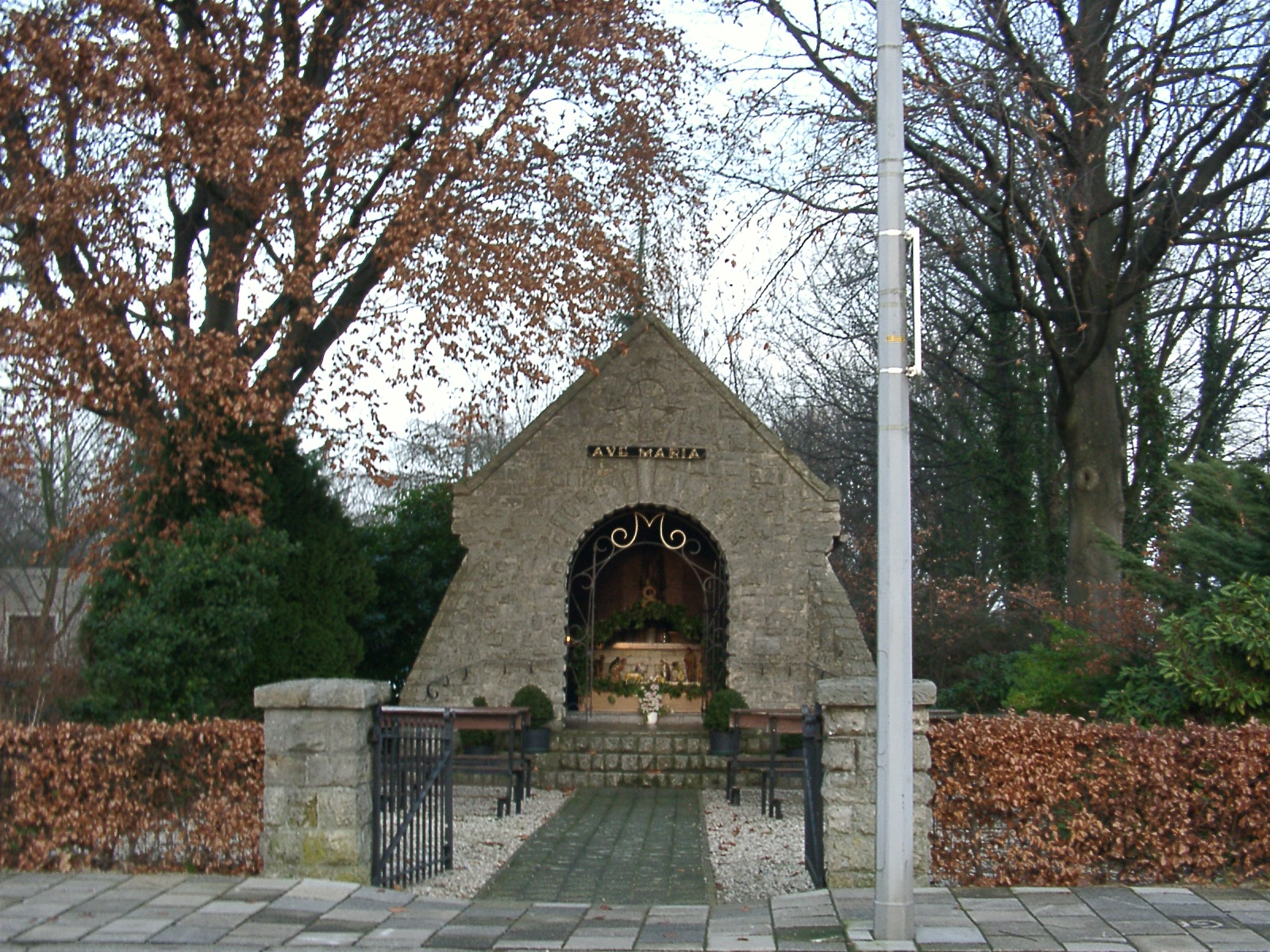
Maria kapel Ten Esschen
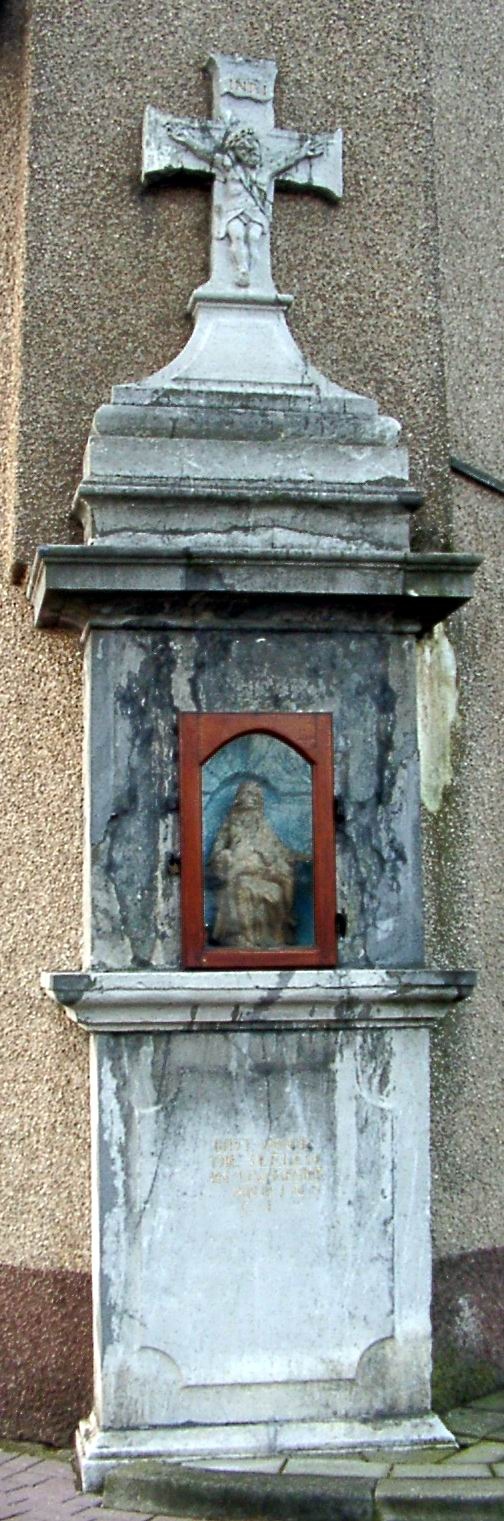
Cenotaaf hoek Ten Esschen-Tervierenweg
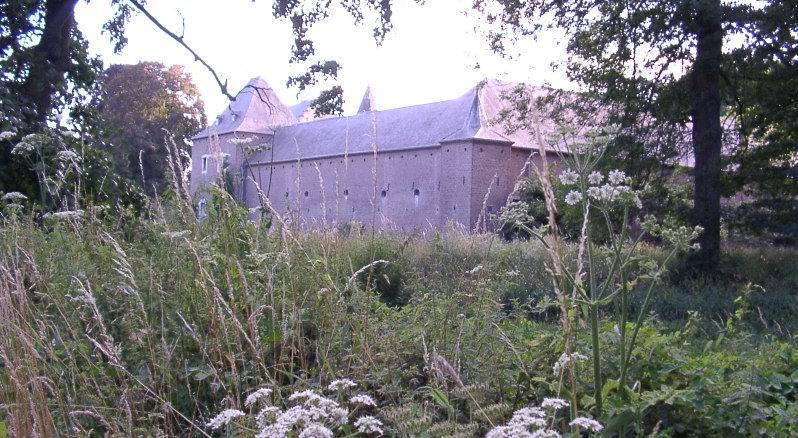
Kasteel Rivieren
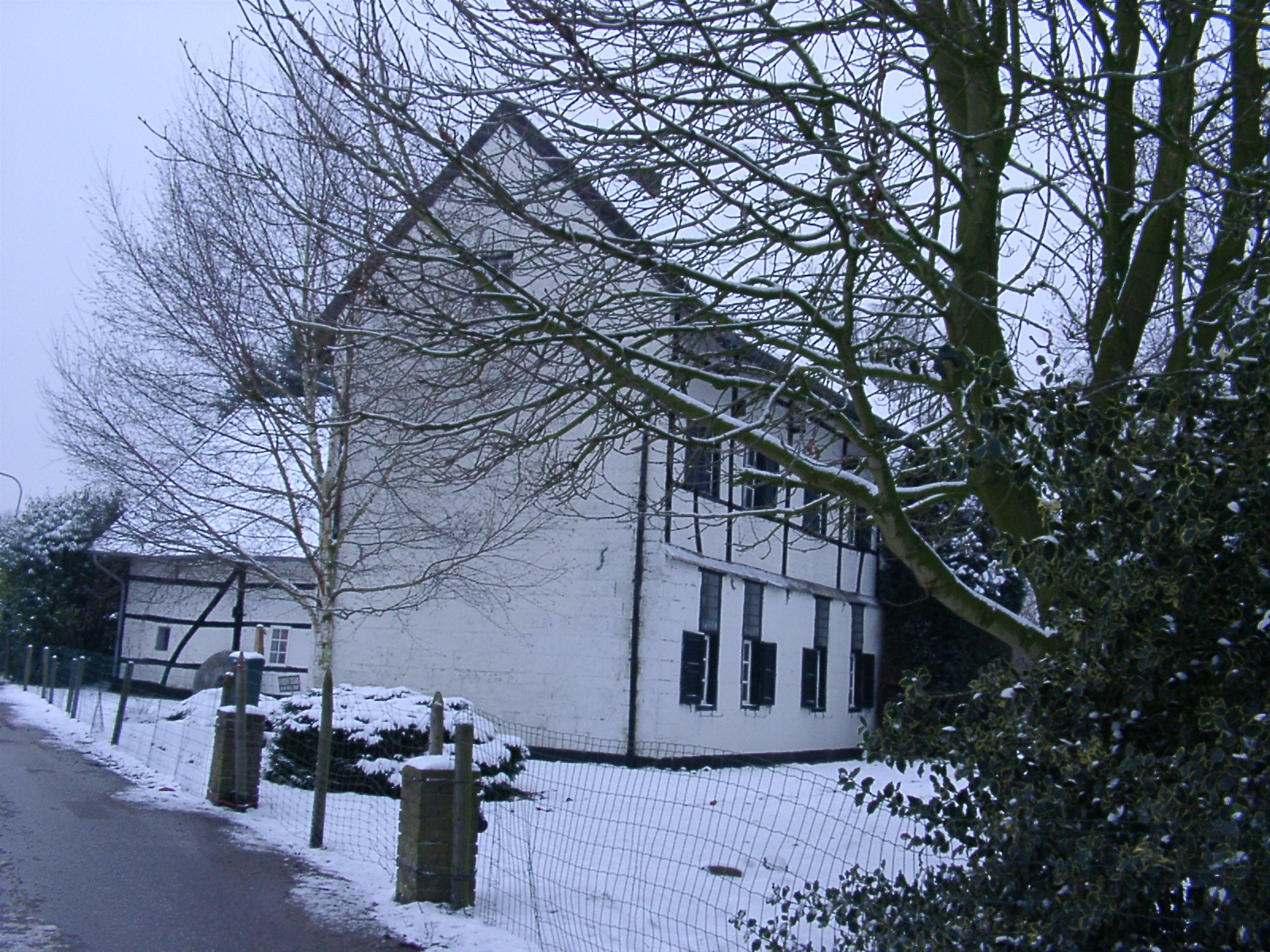
Oliemolen Weustenrade

### Kasteel Rivieren
Het nabijgelegen kasteel Rivieren in 1364 gesticht door Catharina van Rivieren, priorin van het klooster St. Gerlach te Houthem, werd in het begin als klooster gebruikt. Jutta van den Esschen, een zus van ridder Johan Hoen van den Esschen was van 1369 tot 1389 slotzuster van het Norbertinessenklooster, Premonstratenzers St. Gerlach. Begin 18e eeuw ontstond het huidige kasteel, verschillende geslachten waren in het bezit van het kasteel maar een band met de Esschense goederen was er niet.

### Oliemolen
17e-eeuwse watermolen/oliemolen gelegen aan de Geleenbeek aan de noordrand van Ten Esschen nabij Weustenrade, bezit van kasteel Rivieren.

### Boerenhoeves

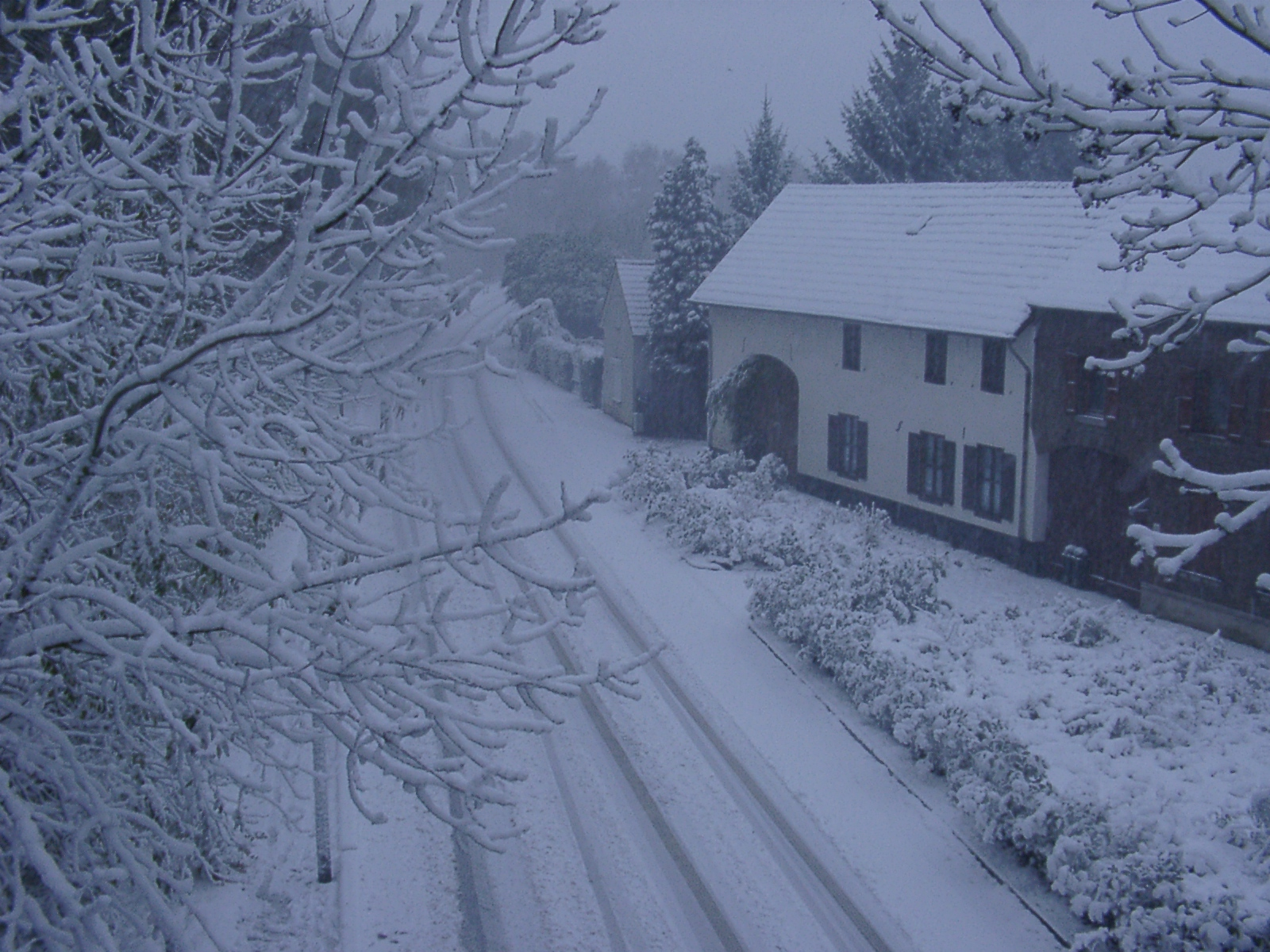
Overlotbroek

- Berghof, Esschenweg, 18e-eeuwse hoeve, in de 19e eeuw in bezit van de fam. Widdershoven, uitbreiding 1851.
- Overlotbroek, Esschenweg, 18e-eeuwse carréboerderij, in de 19e eeuw bezit van de fam. Prickartz. Begin 1800 in tweeën gesplitst.
- Struyver, in 1747 gebouwde kasteelhoeve.
- Prickenis, voormalig riddergoed, huidige gebouw 17e-18e eeuw.

### Baileybrug

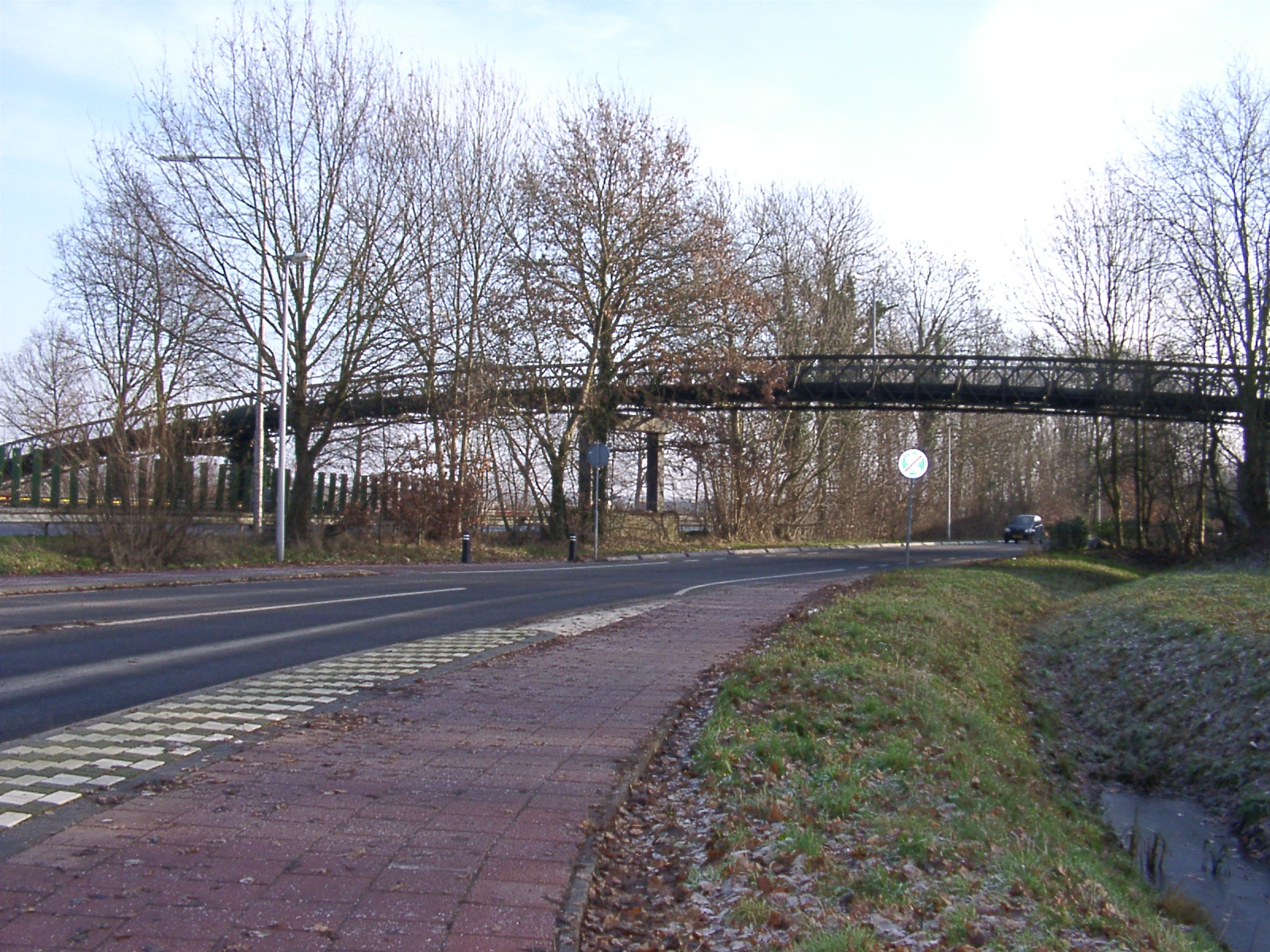
Baileybrug tussen Ten Esschen en Lotbroek

Deze baileybrug is in de jaren vijftig, zestig van de 20e eeuw nabij Ten Esschen aangelegd als verkeersbrug, dit naar aanleiding van de aanleg van het Noord Zuid deel van de huidige Stadsautoweg Heerlen.
De brug is jarenlang in gebruik geweest voor auto en bus verkeer (fa. Mulder, Hoensbroek, bushalte Aussemsgaard), tegenwoordig is het een fiets en voetgangersbrug, onder Provinciaal beheer.
De brug verbindt de Hoensbroekse buurtschap Nieuw Lotbroek, Montfortstraat, met de aan de overzijde van de N281 (Stadautoweg Heerlen) gelegen buurtschappen Ten Esschen en Weustenrade via de Esschenweg.
De zogenaamde Baileybrug is samengesteld uit een stalen balkenconstructie rustend op betonnen pilaren. Enkele van de stalen balken hebben vaag zichtbare merktekens; "DORMAN LONG & CO ……nrs?...44…..Cargo Fleet  …nr. ?……England", wat mogelijk erop duidt dat de brugdelen in Groot-Brittannië tijdens WO2 door de Fa Dorman Long & Co, een bedrijf werkzaam in stalen bruggenbouw, zijn vervaardigd.
Het was echter geen nieuwe brug, deze baileybrug komt oorspronkelijk uit Noord-Limburg en is van Engelse oorsprong, de brug is na de Tweede Wereldoorlog afgebroken, opgeslagen en later in afgeslankte omvang een 2de of 3de leven begonnen op Ten Esschen en heeft hier waarschijnlijk een definitieve rustplaats gevonden.
Het wegdek van de brug is meermaals vervangen, de oorspronkelijke houten balken met asfaltdek zijn vervangen door metalen roosters die vanwege slipgevaar in 2016 zijn voorzien van stroeve composiet platen die bij nat weer en vorst eveneens voor gladheid zorgden. Na enkele jaren zijn de composietplaten verwijderd en zijn de stalen roosters voorzien van fijne laag split.
In Hoensbroek lagen twee Baileybruggen een bij het Station Hoensbroek en de andere soortgelijke brug lag bij Hoeve Ter Linden. De foto met de fotograaf geeft de Baileybrug weer bij Hoeve Terlinden.

##### Enkele gebeurtenissen betreffende de baileybrug bij Ten Esschen die de krant haalden
- Klem onder baileybrug

Hoensbroek 21 juli 1970,  een vrachtwagen met aanhanger beladen met twee voor dump bestemde legerwagens heeft zich gisteravond omstreeks negen uur in de flessenhals van Rijksweg 76 nabij Ten Esschen klemgereden onder een over die weg gelegen baileybrug. Verkeer van Geleen naar Heerlen moest over één baan worden geleid. Tegen de chauffeur is proces-verbaal opgemaakt, omdat de vrachtwagen en de aanhanger veel te hoog waren beladen. De brug werd na de botsing behoorlijk ontzet. Zij zal vandaag door Rijkswaterstaat aan een minutieuze inspectie worden onderworpen. Uit veiligheidsoverwegingen werd de brug voor het verkeer afgesloten.
- Gekraakte brug hersteld (Van onze verslaggever)

Hoensbroek, 24 juli 1970  Nog voor het begin van de bouwvakvakantie is Rijkswaterstaat gisteren begonnen met herstelwerkzaamheden aan de baileybrug over Rijksweg 76 bij ten Esschen, die maandagavond door een te hoog beladen vrachtwagen met oplegger werd ontzet. De kosten van het herstel, geraamd op enkele duizenden guldens, zullen verhaald worden op de vervoersonderneming
Klem onder baileybrug. "Limburgsch dagblad". Heerlen, 21-07-1970, p. 9. Geraadpleegd op Delpher artikel met foto https://resolver.kb.nl/resolve?urn=ddd:010541121:mpeg21:p009      
Gekraakte brug hersteld. "Limburgsch dagblad". Heerlen, 24-07-1970, p. 15. Geraadpleegd op Delpher, artikel met foto   https://resolver.kb.nl/resolve?urn=ddd:010541124:mpeg21:p015
- 9 januari 1971 Bewoners protesteren bij gemeenteraad vanwege de plannen van Rijkswaterstaat om de baileybrug te slopen waardoor o.a. kinderen een grote omweg naar school moeten maken.
- 9 december 1963 Toen een autobestuurder met zijn auto over de ballybrug nabij de Esschenweg wilde rijden kwam hij aan de linkerzijde naast de brug terecht, hierdoor raakte de auto in het talud en belandde langs de autobaan Heerlen. De bestuurder raakte bekneld en werd zwaargewond naar het ziekenhuis vervoerd."Limburgsch dagblad".

## Geleenbeekdal
De Geleenbeek ontspringt in Benzenrade, zuidelijk van Heerlen en stroomt zuidoostelijk via kasteel Terworm achter Ten Esschen door, langs kasteel Rivieren richting de oliemolen in Weustenrade van waar het beekje verder richting Nuth stroomt.

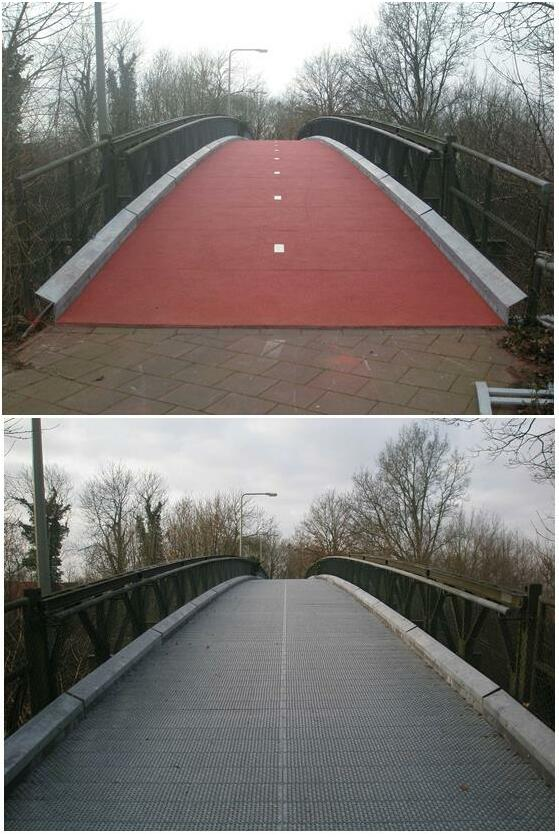
wegdek vervanging 2016

Het gebied tussen Rivieren en Weustenrade is als natuurontwikkelingsgebied door het Waterschap Roer en Overmaas heringericht in de periode 1993-2004, het is een kwelmoerasgebied waar Gallowayrunderen vrij rondgrazen.
Stadsdelen: Heerlerbaan · Heerlerheide · Heerlen-Stad · Hoensbroek

Wijken: Aarveld-Bekkerveld · De Beitel · Caumerveld-Douve Weien · Eikenderveld · Heerlen-Centrum · Heerlerbaan-Oost · Heerlerbaan-West · Passart · De Hei · Heksenberg · Hoensbroek-De Dem · De Koumen · Maria-Gewanden-Terschuren · Mariarade · Meezenbroek-Schaesbergerveld · Molenberg · Nieuw Lotbroek · Rennemig-Beersdal · Schandelen-Grasbroek · Vrieheide-De Stack · Welten-Benzenrade · Woonboulevard-Ten Esschen · Zeswegen-Nieuw Husken

Buurtschappen en gehuchten: De Euren · Heihoven · Imstenrade · Schurenberg · Terschuren

Limburg: Steden en dorpen      Nederland: Provincies · Gemeenten